# Treachery on the High Seas
Treachery on the High Seas é um filme de comédia policial britânico de 1936, dirigido por Emil-Edwin Reinert e estrelado por Bebe Daniels, Ben Lyon e Charles Farrell. É baseado na peça Murder in the Stalls, de Maurice Messenger. 

## Elenco

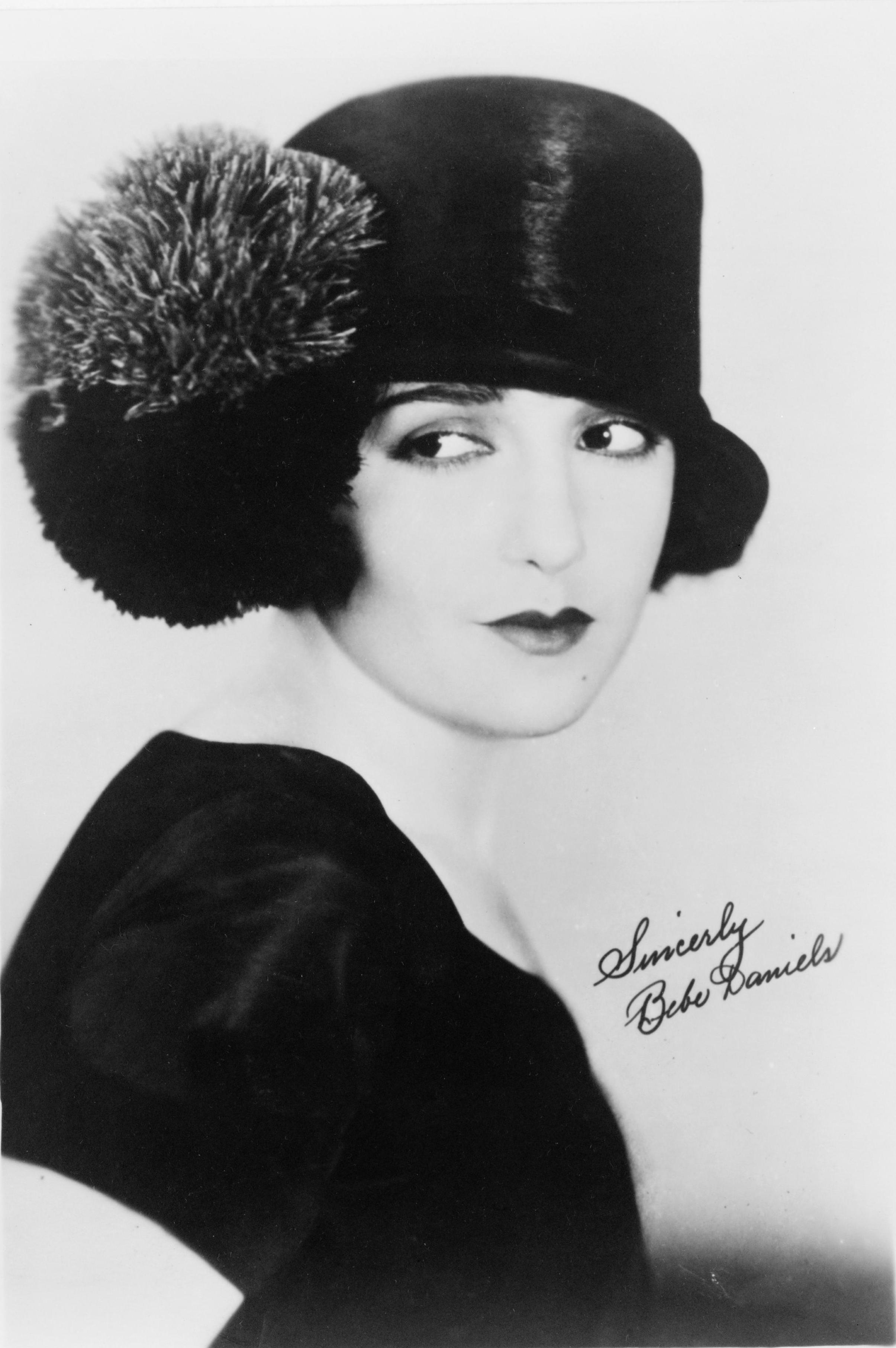
Bebe Daniels

- Bebe Daniels - May Hardy
- Ben Lyon - Johnny Hammond
- Charles Farrell - Logan
- Tom Helmore - Edward Brailstone
- Hay Petrie - Brainie
- Gordon McLeod - Fleming
- James Carew - Chefe